# نووسکلیویخا
نووسکلیویخا (به لاتین: Novosklyuikha) یک منطقهٔ مسکونی در روسیه است که در سرزمین آلتای واقع شده‌است.